# Cutrofiano Volley
Il Cutrofiano Volley è una società pallavolistica femminile italiana con sede a Cutrofiano.

## Storia
Nella stagione 2013-14 il Cutrofiano Volley raggiunge la Serie B2, ottenendo il primo posto nel proprio girone e la promozione in Serie B1, dove esordisce nell'annata successiva. In Serie B1 conduce diversi campionati nelle zone di medio-alta classifica: nella stagione 2017-18 vince il proprio girone venendo promossa in Serie A2.
Nell'annata 2018-19 debutta in serie cadetta; nella stagione 2020-21 si qualifica per la prima volta alla Coppa Italia di Serie A2, venendo eliminata ai quarti di finale: al termine del campionato la società annuncia la rinuncia di partecipazione al campionato cadetto, per investire sull'attività giovanile.